# Korg
La Korg Corporation (株式会社コルグ?, Kabushiki-gaisha Korugu) è una multinazionale giapponese produttrice di strumenti musicali elettronici. 

## Descrizione
Il nome Korg deriva dalle parole Keio e Organ, poiché la Korg deriva dalla Keio, società giapponese che negli anni sessanta ha prodotto le prime drum machine, e che nel 1967 assume Fumio Mieda, grazie al quale inizia a produrre le prime tastiere elettroniche col nome Korg.
Tsutomu Kato (28-8-1926 - † 15-03-2011), fondatore e presidente del marchio KORG, è deceduto all'età di 84 anni in Giappone a causa di un tumore.

## Cronologia dei prodotti Korg
- 1963 – Donca-Matic DA-20
- 1966 – Donca-Matic DE-20
- 1973 – Korg Mini-Korg 700
- 1975 – Korg WT-10
- 1975 – Korg Maxi-Korg 800DV
- 1977 – Korg PS-3100,3200,3300
- 1978 – Korg MS-10
- 1978 – Korg MS-20
- 1978 – Korg VC-10 Vocoder
- 1979 – Korg m500 Micro Preset
- 1980 – Korg Mono/Poly
- 1981 – Korg Polysix
- 1983 – Korg Poly-61: Il successore del Polysix con oscillatori analogici controllati digitalmente.
- 1983 – Korg Poly-800: è il primo sintetizzatore completamente programmabile venduto a meno di 1000 dollari. Va ricordato che utilizzava oscillatori analogici controllati digitalmente e condivideva un unico filtro per tutte le 8 voci.
- 1983 – Korg SAS-20: È la prima tastiera arranger della Korg. Un computer integrato nella tastiera analizzava la melodia e generava un complesso accompagnamento. È stata la prima funzione di accompagnamento di questo tipo aggiunta ad una tastiera. Inoltre, era incluso un tradizionale sistema di riconoscimento degli accordi.
- 1985 – Korg DW-8000: polifonico ad 8 voci.
- 1985 – SuperDrums and SuperPercussion: Batterie elettroniche.
- 1985 – Korg DS-8: Sinth digitale a 8 voci
- 1986 – Korg DSS-1: Tastiera con campionatore, sintesi additiva, disegno della forma d'onda ed effetti.
- 1988 – Korg M1: PCM La prima generazione di Music Workstation con effetti e sequencer inclusi.
- 1989 – Korg T series (T1/T2/T3): Evoluzione della M1.
- 1990 – Korg Wavestation: Sintesi vettoriale e and Wave Sequencing
- 1991 – Korg O1/W: PCM Music Workstation evoluzione della M1.
- 1991 – Korg Wavestation EX
- 1991 – Korg Wavestation A/D
- 1992 – Korg Wavestation SR
- 1993 – Korg X3 / Korg X2 / Korg X3R: Music Workstation
- 1993 – Korg i3 Interactive Music Workstation: È la prima tastiera arranger professionale della Korg. È stata la prima di una serie di prodotti "interattivi". In precedenza i prodotti con accompagnamento automatico erano pensati per un uso domestico. Questo prodotto, invece, utilizzava la generazione di suoni AI2 tipica di sintetizzatori Korg rendendo questa tastiera un prodotto professionale. Includeva anche un sequencer MIDI, stili e arrangiamenti.
- 1994 – Korg X5
- 1994 – Korg i2
- 1995 – Korg i1
- 1995 – Korg i4S
- 1995 – Korg i5S
- 1995 – Korg i5M
- 1995 – Korg ih
- 1996 – Korg Prophecy:
- 1996 – Korg Trinity: seconda generazione di Music Workstation (la prima generazione era costituita dalla M1).
- 1996 – Korg N364/264
- 1996 – Korg X5D
- 1997 – Korg Z1
- 1997 – Korg iX300
- 1998 – Korg iS40
- 1998 – Korg iS50
- 1998 – Korg i30
- 1999 – Korg Triton Successore della Korg Trinity.
- 1999 – Korg Kaoss Pad, Electribe dance synthesizers
- 1999 – Korg i40M
- 1999 – Korg iS35
- 1999 – Korg iS50B
- 2000 – Korg MS-2000
- 2000 – Korg Pa80 - Professional Arranger
- 2001 – Korg KARMA introduceva un particolare arpeggiatore denominato Karma modificabile in tempo reale.
- 2001 – Korg Triton Studio
- 2002 – Korg Microkorg
- 2002 – Korg Triton LE Versione economica della Korg Triton
- 2002 – Korg Pa60 - Professional Arranger
- 2003 – Korg Pa1X Pro - Professional Arranger
- 2003 – Korg MS-2000B
- 2003 – Korg microKONTROL
- 2004 – Korg Legacy Collection: Emulatore software di tre famosi sintetizzatori Korg: MS-20, Polysix, e Wavestation
- 2004 – Korg Pa1X - Professional Arranger
- 2004 – Korg Pa50 - Professional Arranger
- 2004 – Korg Triton Extreme: Ultima incarnazione della Korg Triton.
- 2005 – Korg Oasys (Open Architecture Synthesis Studio workstation) Modello di punta della Korg. Introduce molte nuove caratteristiche, alcune delle quali verranno poi utilizzate nella Korg M3. Utilizza un'architettura software che rende questo sintetizzatore completamente aggiornabile nel tempo.
- 2006 – Korg TR: Evoluzione del precedente Triton Le
- 2006 – Korg Radias nuova versione del Korg MS-2000B, sintetizzatore in stile analogico
- 2006 – Korg PadKontrol
- 2006 – Korg Kaoss Pad 3
- 2006 – Korg MicroX compact X50, half sounds from the TR, half new, with the X50's software capability
- 2006 – Korg X50
- 2006 – Korg Pa 800 - Professional Arranger
- 2007 – Korg M3: terza generazione di Music Workstation, dopo M1 e Trinity. Molte delle sue caratteristiche derivano dalla Korg Oasys, ma in questo caso si tratta di un sintetizzatore completamente hardware. Tutte le versioni includono la funzione di campionatore. Anche le versioni a tastiera hanno il modulo sonoro estraibile ed utilizzabile separatamente.
- 2007 – Korg R3
- 2007 – Korg Pa2X Pro - Professional Arranger
- 2007 – Korg mini-KP
- 2007 – Korg ZERO Mixers
- 2007 – Korg KM Mixers
- 2007 – Korg Kaossilator
- Toneworks-Guitar Effects and processors
  - AX10A
  - AX1500G
  - AX3000B
  - AX3000G
  - AX3A – Modeling Signal Processor
  - AX3B – Modeling Signal Processor
  - AX3G – Modeling Signal Processor
  - AX5B – Modeling Signal Processor per basso
  - AX5G – Modeling Signal Processor per chitarra
  - PX4A – Pandora: Acoustic Personal Processore Multi-Effetto
  - PX4D – Pandora: Personal Processore Multi-Effetto
- 2008 – Korg DS-10 - Programma musicale per Nintendo DS.
- 2008 – Korg M3 - Synthesizer Workstation
- 2008 – Korg M50 - Music workstation
- 2008 – Korg Nano Series - Slim-line controllers (nanoPad, nanoKey e nanoKontrol)
- 2008 – Korg Pa 500 - Professional Arranger
- 2008 – Korg Pa 588 - Digital Piano with Arranger
- 2009 – Korg Pa 50SD - Professional Arranger
- 2009 – Korg SV-1 - Stage Vintage piano
- 2010 – Korg MP10 Pro - Professional Media Player
- 2010 – Korg DS-10 PLUS - Programma musicale per Nintendo DS.
- 2010 – Korg M01 - Programma musicale per Nintendo DS.
- 2011 – Korg Pa3X - Professional Arranger
- 2011 – Korg Kronos - Synthesizer Workstation
- 2012 – Korg Pa600 - Professional Arranger
- 2013 – Korg Pa900 - Professional Arranger
- 2014 – Korg Pa300 - Professional Arranger
- 2014 – Pa3X LE - Professional Arranger, 76 Tasti
- 2015 – Pa4X - Professional Arranger, 61 e 76 Tasti
- 2017 – Pa700 - Professional Arranger, 61 Tasti
- 2017 – Pa1000 - Professional Arranger, 61 Tasti